# Dansk Tog
Dansk Tog er en interesseorganisation, som varetager erhvervspolitiske interesser for jernbanevirksomheder med interesse i at køre tog i Danmark og arbejder politisk for øget konkurrence om de offentlige indkøb vedrørende togdrift.
Foreningen blev stiftet den 8. april 2013 i et samarbejde mellem SJ og Abellio. Sidstnævnte trak sig senere ud af foreningen. Arriva Danmarks administrerende direktør Thomas Øster er formand for foreningen. Dansk Tog er medlem af DI - Dansk Industri. 